# Gesellschafts-Erbstolln
Der Gesellschafts-Erbstolln, auch Gesellschafts-Erbstollen, ist ein ehemaliger Erbstollen in Heven. Der Erbstollen wurde aufgrund eines Vertrages erstellt, den die Zechen Urbanus, Wilde Mann, Billigkeit und Helena am 29. Mai des Jahres 1793 zur Anlegung eines gemeinsamen Stollens geschlossen hatten.

## Geschichte
Im Jahr 1794 wurde das Stollenmundloch am Ölbach, dem heutigen Hevener Bach, angesetzt. Im Anschluss daran wurde der Stollen in Richtung Osten aufgefahren. Im Jahr 1799 wurden nach 360 Meter Auffahrung Querschläge in Richtung Süden und Norden zur Lösung der einzelnen Grubenfelder aufgefahren. Der Querschlag nach Süden durchörterte nacheinander fünf Flöze der Berechtsamen Uranus, Wilde Mann, Helena und Billigkeit. Im Jahr 1800 wurde der Stollen weiter vorgetrieben. Im Jahr 1805 erreichte der Querschlag nach Norden das Flöz Sanssouci. In der Zeit vom 17. September 1805 bis April 1810 erfolgte die Weiterauffahrung des Querschlags nach Norden durch die Zeche Urbanus. Ab Mai des Jahres 1810 wurde der Stollen weiter aufgefahren. 
Im Jahr 1813 erreichte der Querschlag nach Norden das Flöz Langebank der Zeche Urbanus. Die Länge ab Stollenmundloch betrug 842 Lachter. Am 23. September des Jahres 1819 wurde das Erbstollenrecht verliehen. Ab März des Jahres 1829 wurde der Stollen weiter in Richtung Zeche Helena aufgefahren, am 30. Juni desselben Jahres wurde der Vortrieb gestoppt. Im Jahr 1831 konsolidierte die Berechtsame zur Zeche Heinrich, der Erbstollen blieb jedoch separat. Im Anschluss daran wurde der Erbstollen in Fristen gelegt. Im Jahr 1838 wurde der Erbstollen für die Zeche Urbanus bedeutungslos, Grund dafür war das Abteufen eines  Tiefbauschachtes. Im Jahr 1842 wurde der Erbstollen letztmals in den Unterlagen des Bergamtes genannt.